# 兴盛乡 (友谊县)
兴盛乡，是中华人民共和国黑龙江省双鸭山市友谊县下辖的一个乡镇级行政单位。

## 行政区划
兴盛乡下辖以下地区：
兴盛村、东胜村、宏伟村、宏坤村、农民村、丰源村和向阳村。